# Angoseseli mossamedensis
Angoseseli mossamedensis är en växtart i släktet Angoseseli och familjen flockblommiga växter. Den beskrevs av Friedrich Welwitsch och William Philip Hiern som Caucalis mossamedensis, och fick sitt nu gällande namn av Cecil Norman 1934.
Arten, som är ensam art i sitt släkte, är en ettårig ört som är endemisk för Angola.